# Clan Sagara
Le clan Sagara (相良氏, Sagara-shi) est un clan de samouraïs japonais composé de daimyos. C'est un allié tactique du clan Shimazu.
À l'époque d'Edo, les samouraïs deviennent les daimyos du domaine de Hitoyoshi et règnent jusqu'à la restauration de Meiji. Ils sont ensuite nommés vicomtes (kazoku).

Mon du clan Sagara.

## Origines
Le clan Sagara est fondé par Sagara Korekane, descendant du clan Fujiwara. On croit que le clan tire son nom du manoir (shōen) qu'ils occupent à Sagara, district de Haibara, province de Tōtōmi pendant la période de Kamakura.

## Histoire
Le clan Sagara est, à l'époque d'Edo, un clan tozama daimyō qui règne sur le domaine de Hitoyoshi dans la province d'Higo. Le domaine s'enorgueillit d'un terrain d'une valeur de 22 000 koku,,. En 1198, l'année précédant sa mort, Minamoto no Yoritomo concède le territoire de Hitoyoshi (sur Kyūshū, dans l'actuelle préfecture de Kumamoto) au clan Sagara. Hitoyoshi est entouré de toutes parts par des montagnes, ce qui le rend assez facilement défendable et permet aux Sagara de survivre relativement facilement aux attaques de leurs voisins pendant la période Sengoku.
Sagara Nagatsune combat aux côtés de l'armée de l'Ouest (contre Tokugawa Ieyasu) à la bataille de Sekigahara mais envoie secrètement un émissaire à Ieyasu déclarant son allégeance. Lorsque les forces d'Ieyasu assiègent le château d'Ōgaki de Nagatsune. Il autorise l'entrée des attaquants, ce qui lui vaut une trêve de l'inimitié des Tokugawa. Après avoir également contribué aux efforts des Tokugawa pendant le siège d'Osaka, il acquiert une grande réputation pour son clan.
Après la restauration de Meiji et l'abolition du système han, les membres du clan Sagara sont nommés nobles héréditaires kazoku avec le titre de vicomtes.